# Abu Dis
Abu Dis (arab. أبو ديس) – miasto w Autonomii Palestyńskiej (Zachodni Brzeg, muhafaza Jerozolima). Graniczy z Jerozolimą. Od 1995 po porozumieniu pokojowym z Oslo, jest częścią terenu „B” pod wspólną izraelsko-palestyńską kontrolą. Według Palestyńskiego Centralnego Biura Statystycznego w 2007 liczyło 10 782 mieszkańców.